# Збірна Чаду з футболу
Збірна Чаду з футболу - національна футбольна збірна, яка представляє Чад на міжнародних матчах та турнірах з футболу. Керівна організація - Чадська федерація з футболу.
Чад ніколи не проходив кваліфікацію ні на Чемпіонат світу, ні на Кубок африканських націй.

## Кубок світу
- 1930–1998 — не брав участі
- 2002 — не пройшов кваліфікацію
- 2006 — не пройшов кваліфікацію
- 2010 — не пройшов кваліфікацію

## Кубок Африки
- 1957–1990 — не брав участі
- 1992 — не пройшов кваліфікацію
- 1994 — вийшов із змагань під час кваліфікації
- 1996 — не брав участі
- 1998 — не брав участі
- 2000 — не пройшов кваліфікацію
- 2002 — не брав участі
- 2004–2008 — не пройшов кваліфікацію
- 2010 — дискваліфікований
- 2012–2013 — не пройшов кваліфікацію
- 2015
- 2017
- 2019
- 2021— не пройшов кваліфікацію